# Roma Open 2022
Il Roma Open 2022 è stato un torneo maschile di tennis professionistico. È stata la 21ª edizione del torneo, facente parte della categoria Challenger 80 nell'ambito dell'ATP Challenger Tour 2022, con un montepremi di 45 730 €. Si è svolto dal 25 aprile al 1º maggio 2022 sui campi in terra rossa del Tennis Club Garden di Roma, in Italia.

## Partecipanti

### Teste di serie
| Nazionalità | Giocatore             | Ranking* | Testa di serie |
| ----------- | --------------------- | -------- | -------------- |
| Francia     | Quentin Halys         | 102      | 1              |
| Regno Unito | Jack Draper           | 124      | 2              |
| Italia      | Flavio Cobolli        | 143      | 3              |
| Australia   | Christopher O'Connell | 147      | 4              |
| Serbia      | Nikola Milojević      | 149      | 5              |
| Francia     | Manuel Guinard        | 152      | 6              |
| Francia     | Hugo Grenier          | 156      | 7              |
| Francia     | Gilles Simon          | 159      | 8              |

* Ranking al 18 aprile 2022.

### Altri partecipanti
I seguenti giocatori hanno ricevuto una wild card per il tabellone principale:
- Matteo Arnaldi
- Stefano Napolitano
- Giulio Zeppieri

I seguenti giocatori sono entrati in tabellone come alternate:
- Antoine Hoang
- Andrej Kuznecov

I seguenti giocatori sono passati dalle qualificazioni:
- Kenny de Schepper
- Michael Geerts
- Luca Van Assche
- Jonathan Eysseric
- Ergi Kirkin
- Denis Yevseyev

Il seguente giocatore è entrato in tabellone come lucky loser:
- Leandro Riedi

## Campioni

### Singolare
Franco Agamenone ha sconfitto in finale  Gian Marco Moroni con il punteggio di 6–1, 6–4.

### Doppio
Jesper de Jong /  Bart Stevens hanno sconfitto in finale  Sadio Doumbia /  Fabien Reboul con il punteggio di 3–6, 7–5, [10–8].